# ДТЕК Нафтогаз
ТОВ «ДТЕК Нафтогаз» (англ. DTEK Oil&Gas) — технологічний лідер нафтогазової галузі України, найбільша приватна газовидобувна компанія.
ТОВ «ДТЕК Нафтогаз» відповідає за нафтогазовий напрям у структурі енергетичного холдингу ДТЕК. Компанія видобуває газ і газовий конденсат в Полтавській області на ділянках Семиренківського, Мачухського та Ковалівського родовищ.
Також компанія проводить розвідувальні роботи на нових ліцензійних ділянках — Будищансько-Чутівській, Світанково-Логівській, Хорошівській та Зіньківській. У 2022 році у портфель активів компанії поповнили Бірківсько-Зіньківська та Майорівська площі, придбані на відкритому аукціоні.

## Діяльність
Нафтогазовий бізнес є одним із основних стратегічних напрямів «ДТЕК Нафтогаз». Компанія здійснює видобуток природного газу та газового конденсату. За обсягом виробництва цієї продукції ДТЕК Нафтогаз посідає перше місце в Україні серед приватних компаній та друге серед компаній усіх форм власності.
У 2021 році компанії холдингу «ДТЕК Нафтогаз» інвестували понад 2 млрд грн у розвиток виробництва. Завдяки цьому, за підсумками року компанії збільшили видобуток на 12 % у порівнянні з 2020 роком і підняли з надр 2,06 млрд куб. м газу.
| Рік  | Видобуток природного газу. |
| ---- | -------------------------- |
| 2013 | 0,5 млрд м³                |
| 2014 | 0,75 млрд м³               |
| 2015 | 1,3 млрд м³                |
| 2016 | 1,6 млрд м³                |
| 2017 | 1,6 млрд м³                |
| 2018 | 1,6 млрд м³                |
| 2019 | 1,6 млрд м³                |
| 2020 | 1,8 млрд м³                |
| 2021 | 2,0 млрд м³                |

## Буріння
ДТЕК Нафтогаз став лідером глибокого буріння в Україні. Так, за 2014-2020 роки компанія пробурила 23 свердловини глибиною понад 5400 м, серед яких – найглибша експлуатаційна свердловина в Європі (6750 м). 
Зараз до свердловинного фонду компанії входить 39 свердловини завглибшки понад 5,4 тис. м кожна (дані станом на липень 2023 р.)
Родовища компанії характеризуються аномально високими пластовими тисками і температурами. Тому під час буріння ДТЕК Нафтогаз застосовує найсучасніше обладнання та технології, залучає до співпраці провідні українські та міжнародні сервісні компанії.

## Видобуток та підготовка газу
Підготовка природного газу в «ДТЕК Нафтогаз» здійснюється на трьох установках підготовки газу — "Олефірівка", "Семиренки" та "Мачухи". Компанія постійно та системно модернізує об'єкти наземної інфраструктури, удосконалюючи їх за міжнародними стандартами.
Блочна холодильна установка. Введена в експлуатацію у 2021 році для оптимізації розробки Мачухського родовища та збереження темпів відбору вуглеводнів на ньому. БХУ додатково підвищила якість підготовки газу, який видобуває компанія.
Також в рамках стратегії компанії були побудовані об’єкти інфраструктури, які нівелюють негативний ефект від зниження пластових тисків на Семиренківському родовищі: пропаново-холодильна установка та дотискні компресорні станції.

## Технологічний центр
«ДТЕК Нафтогаз» — єдина компанія в українській газодобувній галузі, яка створила власний Технологічний центр з метою системного пошуку, адаптації та впровадження провідних інноваційних технологій. Технологічний центр взаємодіє із ключовими міжнародними сервісними компаніями та відкритий до співпраці з провайдерами сучасних технологій.
У рамках системи технологічного розвитку, ТОВ «ДТЕК Нафтогаз» створило експертну рада, яка сприяє підвищенню якості та ефективності технологічних та бізнес-процесів компанії. Такий проєкт із залученням провідних міжнародних експертів був реалізований у газодобувному секторі України вперше.

## Інновації та цифрова трансформація
ТОВ «ДТЕК Нафтогаз» став першою компанією в Україні, яка почала застосовувати сучасні технології петрофізичного моделювання вуглеводневих резервуарів на базі спеціалізованих програмних продуктів Interactive Petrophysics (IP).
ТОВ «ДТЕК Нафтогаз» реалізувало проєкт з впровадження автоматичної системи безперервного моніторингу корозії на гирлі і шлейфі свердловин. Дане технологічне рішення було застосовано на території України вперше.
У 2020 році вперше в Україні виконано підрахунок запасів на основі 3D-моделей родовищ «ДТЕК Нафтогаз». Підрахунок було виконано на Мачухському родовищі «ДТЕК Нафтогаз» у рамках науково-технічної співпраці компанії та ДКЗ (Державна комісія України) з впровадження нових досягнень і міжнародних стандартів розвідки і розробки родовищ нафти та газу.
ТОВ «ДТЕК Нафтогаз» та Weatherford провели першу в Європі роботу з використанням технології Focused Magnetic Resonance. Це дало можливість підтвердити прогнозну продуктивність свердловини № 59 та перспективи розробки родовища в цілому.
«ДТЕК Нафтогаз» застосував сучасну технологію свердловинної сейсморозвідки Walkaway і Offset VSP у свердловині № 55 Мачухського родовища, що дозволило уточнити його будову та знизити геологічні ризики.
«ДТЕК Нафтогаз» запровадив інтегровану систему цифрових двійників родовищ. Це дало можливість віртуально моделювати будь-які процеси на родовищі та одразу отримувати дані щодо зміни параметрів у будь-якій точці системи, що об'єднує підземну та надземну частини.
«ДТЕК Нафтогаз» вперше в Україні застосував глибинні відеокамери для обстеження стовбурів свердловин діючого фонду в режимі реального часу. Пілотний проєкт реалізовано спільно з міжнародним підрядником Weatherford.
«ДТЕК Нафтогаз» не зупинив цифровізацію бізнесу навіть під час війни. Упродовж 2022 року фахівці компанії масштабували проєкт інтегрованого моделювання розробки родовищ. Тепер інтегрована система цифрових двійників повністю охоплює всі базові родовища бізнесу.
На початку лютого 2024 року, як повідомила пресслужба ТОВ «ДТЕК Нафтогаз», компанією було придбано норвезьку безкабельну систему Stryde для 3D сейсмічних досліджень, що підвищить ефективність розробки газових родовищ в Україні. На відміну від класичних кабельних систем, система Stryde має 30 тис. датчиків, що надає змогу проводити збір сейсморозвідувальних даних навіть у водному середовищі. Система дозволяє суттєво скоротити час на розгортання сейсморозвідувальної апаратури, а також відмовитися від значної кількості важковагової техніки.

## Соціальне партнерство
Важливий принцип роботи «ДТЕК Нафтогаз» — бути надійним партнером місцевих громад. Щороку компанія реалізовує Стратегії соціального партнерства з Шишацьким, Миргородським і Полтавським районами Полтавської області. Стратегії розробляються із залученням громадськості, представників районних та сільських органів влади та незалежних експертів.
За 2014-2021 роки, «ДТЕК Нафтогаз» направив понад 72 млн грн на проєкти у сфері охорони здоров'я, освіти, інфраструктури та енергоефективності, які допомагають суттєво покращити життя людей.
З 1 січня 2018 року 5 % рентної плати за користування надрами перераховуються до місцевих бюджетів, що стало істотним внеском у розвиток місцевих громад.
Сума рентних платежів, сплачених нафтогазовим бізнесом ДТЕК за користування надрами у 2021 році, перевищила 2,7 млрд грн, понад 137 млн грн з цієї суми отримали бюджети різних рівнів Полтавської області.

## Охорона праці, промислової безпеки та охорони навколишнього середовища
Безпека працівників є одним із головних пріоритетів компанії «ДТЕК Нафтогаз». Компанія постійно вдосконалює систему управління охороною праці у своїх підрозділах. Щороку нафтогазовий бізнес ДТЕК підтверджує свої високі стандарти з охорони праці, отримуючи сертифікацію за ISO 45001:2018.
За 2013-2021 роки в охорону праці, промислову безпеку та охорону навколишнього середовища компанія інвестувала понад 300 млн грн.
«ДТЕК Нафтогаз» впровадив систему екологічного менеджменту ISO 14001:2015 і реалізує проєкти, спрямовані на охорону навколишнього середовища на всіх етапах виробництва – від геологорозвідки і буріння до видобутку і підготовки газу.